# معاملات بسامد بالا
معاملات بسامد بالا (به انگلیسی: High-frequency trading) یا معاملات پُرتواتر، گونه‌ای از معاملات الگوریتمی می‌باشد، که مجموعه‌ای از راهبردهای معاملاتی کامپیوتری با دورهٔ نگهداری کوتاه را در بر می‌گیرد. در این روش، نرم‌افزارها و برنامه‌های کامپیوتری، اغلب بر روی سیستم‌های پرسرعت اجرا می‌شوند و داده‌های بازار را با استفاده از الگوریتم‌هایی برای ایجاد فرصت‌های معاملاتی جدید تحلیل می‌کنند. این فرصت‌های معاملاتی اغلب برای کسری از ثانیه یا تا چند ساعت باز خواهند بود. معاملات بسامد بالا راهکارهای معاملاتی خودکار می‌باشند، که معامله‌گران با استفاده از آنها تلاش می‌کنند از شرایط غیرمتوازن در نقدینگی بازار، یا ناکارایی قیمت‌ها در یک زمان در بازار های مختلف در کوتاه‌مدت، بهره‌مند شوند.